# De relatie tussen Friedrich Nietzsche en Max Stirner
De ideeën van de 19e-eeuwse Duitse filosofen Max Stirner en Friedrich Nietzsche zijn vaak met elkaar vergeleken en veel schrijvers hebben ogenschijnlijke overeenkomsten in hun geschriften bediscussieerd, waarbij soms de vraag rees of er van beïnvloeding sprake was geweest. Tijdens de eerste jaren van de periode waarin Nietzsche een bekende verschijning werd, was in Duitsland Arthur Schopenhauer de enige denker die nog vaker dan Stirner met zijn ideeën in verband gebracht werd. Het staat vast dat Nietzsche iets gelezen had over Stirners boek De Enige en zijn Eigendom (Der Einzige und sein Eigentum, 1845), dat was vermeld in Langes Geschichte des Materialismus (1866) en in Eduard von Hartmanns Philosophie des Unbewußten (1869), die de jonge Nietzsche allebei heel goed kende. Er bestaat echter geen onbetwistbare aanwijzing dat hij het echt gelezen heeft, terwijl voor zover bekend ook nergens in de Nietzsches publicaties, geschriften of briefwisseling de naam Stirner wordt vermeld.
Toch rees, zogauw Nietzsches werk een groter publiek begon te bereiken, de vraag of hij al dan niet door Stirner was beïnvloed. Al in 1891 (toen Nietzsche nog wel in leven, maar ten gevolge van een geestesziekte uitgeschakeld was) ging Eduard von Hartmann zover dat hij suggereerde dat hij plagiaat had gepleegd op Stirner. Rond de eeuwwisseling was het geloof dat Nietzsche beïnvloed was door Stirner zo wijdverbreid, dat het haast een gemeenplaats werd, tenminste in Duitsland. Dat was voor een van de waarnemers aanleiding om in 1907 op te merken, dat “Stirners invloed in het huidige Duitsland verbijsterende afmetingen heeft aangenomen en over het algemeen vergelijkbaar is met die van Nietzsche. De twee denkers worden gezien als vertegenwoordigers van in wezen dezelfde filosofie.”
Meteen al aan het begin van wat werd beschreven als de “grote controverse” over Stirners mogelijke invloed — positief of negatief — op Nietzsche, bleken er ernstige problemen over het idee te bestaan. Rond het midden van de 20e eeuw werd het idee van beïnvloeding vaak volledig van de hand gewezen of als onbeantwoordbaar terzijde geschoven.
Het idee dat Nietzsche op een of andere manier door Stirner beïnvloed was, blijft echter voor een beduidende minderheid een aantrekkelijk idee, misschien omdat het nodig lijkt op een redelijke manier de vaak opgemerkte (hoewel aantoonbaar oppervlakkige) overeenkomsten in hun geschriften te verklaren. De meest in het oog springende problemen met de theorie van de mogelijke invloed van Stirner op Nietzsche, zijn niet beperkt tot het vaststellen dat de een de ander kende of las. Ze bestaan ook uit het precies vaststellen hoe en waarom nu net Stirner een belangrijke invloed zou hebben kunnen gehad op iemand die zo uitgebreid werd gelezen als Nietzsche.

## Historische aanwijzingen voor beïnvloeding en mogelijke banden met Stirner

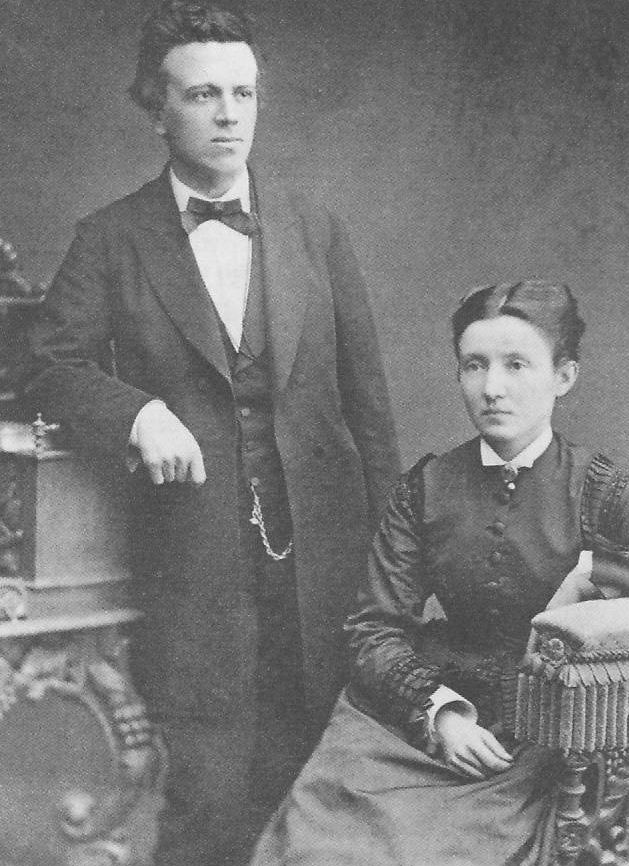
Franz en Ida Overbeck, twee intieme vrienden van Nietzsche, die aangaven dat hij door Stirner was beïnvloed.

De oorsprong van de discussie over het feit of Nietzsche het werk van Stirner al dan niet heeft gelezen – en zo ja, of hij dan ook door hem is beïnvloed – lijkt te liggen in ogenschijnlijke overeenkomsten in de ideeën van beide mannen, zoals die in hun geschriften zijn verwoord. Deze overeenkomsten werden al vroeg onderkend en leidden ertoe dat veel mensen, om velerlei redenen, probeerden te precieze aard van enig mogelijk verband te bepalen.
Eduard von Hartmanns boek Die Philosophie des Unbewußten was door Nietzsche aangevallen in het tweede deel van zijn Unzeitgemäße Betrachtungen. In 1891 beweerde Hartmann dat Nietzsche wel op de hoogte moest zijn van Stirner omdat hij, juist in het boek dat Nietzsche onderworpen had aan zijn kritiek, Stirner besproken had. Zoals gezegd beschuldigde von Hartmann Nietzsche ervan dat hij Stirner had geplagieerd. Het is ook bekend dat Nietzsche Langes Geschichte des Materialismus had gelezen, waarin vluchtig wordt verwezen naar Stirners boek Der Einzige und sein Eigentum, als "het meest extreme dat we kennen.” Lange vervolgt met een verwijzing naar de “slechte reputatie” van Stirners boek. Nietzsche kende deze werken van Hartmann en Lange heel goed.
Paul Lauterbach schijnt ook een rol te hebben gespeeld bij het leggen van het verband tussen deze twee denkers. Lauterbach was een goede vriend van Heinrich Köselitz ("Peter Gast," die vele jaren een soort privé-secretaris van Nietzsche was). Lauterbach maakte kennis met Nietzsches werk via Köselitz en was een van de eerste bewonderaars van de filosoof. Hij deed ook veel moeite om Stirner weer onder de aandacht te brengen. Volgens een opvatting was dat een deel van zijn project om Nietzsche op te voeren als “de grote opvolger, ontwikkelaar en creatieve hervormer” van Stirner. Met dat in gedachten schreef hij een inleiding bij de Reclam-uitgave van 1893 van Stirner. Hij besprak het boek in een brief aan Köselitz en schreef: “Mijn inleiding heeft als enige doel onschuldige mensen ertegen [Stirners boek] te beschermen en kwaadwillende in verwarring te brengen en te verlammen, hoofdzakelijk met behulp van Nietzsche.” Deze inleiding verscheen van 1893 – 1924 in alle Reklam-uitgaven van Der Einzige und sein Eigentum.
Franz Overbeck, die een van de beste vrienden van Nietzsche was, doorzocht de registerboeken van de bibliotheek van de universiteit van Bazel en kon bevestigen wat Nietzsche toenmalige favoriete student Adolf Baumgartner had beweerd, namelijk dat hij Stirners boek ooit had geleend (op 14 juli 1874), volgens Baumgartner "op Nietzsches zeer warme aanbevelingen.” Onafhankelijk van hem bevestigde Albert Levy dat Baumgartner dat beweerd had en dat hij (Baumgartner) het boek inderdaad had geleend. Franz Overbecks echtgenote Ida vermeldde dat Nietzsche in de periode van 1880 tot 1883 een aantal keer bij het echtpaar had verbleven en dat hij het openlijk over Stirner had gehad. Ze beschrijft een gesprek dat zij met Nietzsche had, waarin hij Klinger en Stirner als volgt ter
sprake bracht:
"Ach," zei hij, "ik was erg teleurgesteld in Klinger. Hij is een cultuurbarbaar, ik heb niets met hem; maar Stirner, ja, wel met hem!” Daarbij trok een plechtige uitdrukking over zijn gezicht. Terwijl ik aandachtig naar zijn gelaatstrekken keek, veranderde zijn uitdrukking weer en hij maakte iets als een wegwuivende of afwerende beweging: “Ik heb het je nu verteld en ik wilde het er eigenlijk helemaal niet over hebben. Vergeet het maar. Ze zullen het wel over plagiaat hebben, maar jij doet dat niet, dat weet ik.”
Resa von Schirnhofer vertelt dat zij in 1897 Nietzsches zuster in Weimar opzocht:
Frau Elisabeth wilde wat weten over mijn ontmoetingen en gesprekken met Nietzsche en vroeg mij, onder andere, of hij het met mij had gehad over Stirner en zijn boek Der Einzige und sein Eigentum. Ik moest even nadenken en antwoordde dat ik mij niet kon herinneren dat hij die naam ooit had genoemd. Ze leek erg tevreden met dat antwoord, maar stelde de vraag opnieuw, in andere woorden en drong verder aan: of ik mij met zekerheid kon herinneren dat hij hem niet had genoemd. Ik voelde me net een misdadiger die ondervraagd werd door de advocaat van de tegenpartij en zei dat ik alleen maar kon bevestigen dat in mijn notitieboekje niet stond dat die naam door Nietzsche was genoemd en dat ik mij dat ook niet kon herinneren. Ze kwam echter nog een paar keer terug op die vraag en kreeg steeds hetzelfde antwoord. Maar dat was geen antwoord op belangrijkste vraag, namelijk of Nietzsche van Stirner af wist, omdat hem niet vermelden niet hetzelfde is als hem niet kennen. Maar het is wel heel begrijpelijk dat Frau Elisabeth me die vraag stelde, want R. Schellwien en Henry Lichtenberger hadden in hun studie over Max Stirner een paar parallellen getrokken met Nietzsches theorieën.
Schirnhofer maakt vervolgens melding van een destijds wijdverbreide controverse:
Als ik mij niet vergis, bezocht Henri Lichtenberger, kort voor mij, het Nietzsche- Archief en de vraag of Nietzsche Stirnes boek kende moet ongetwijfeld uitgebreid zijn besproken. Lichtenbergers boek over Nietzsche, dat kort daarop verscheen, zegt daarover: "Het staat vast dat hij, ondanks al zijn beweringen dat hij volstrekt origineel was, al dan niet bewust onder invloed heeft gestaan van zijn tijdgenoten, en dat zijn denken, eenmaal ontdaan van zijn paradoxale en agressieve stijl, vaak veel minder nieuw is dan het op het eerste oog lijkt. Een compromisloos individualisme, de cultus van het Ik, vijandigheid tegenover de staat, protest tegen het dogma van gelijkheid en tegen de cultus van de menselijkheid, worden expliciet aangetroffen bij een geheel vergeten schrijver, Max Stirner. Wat dat betreft is het heel interessant om zijn belangrijkste werk Der Einzige und sein Eigentum (1845) te vergelijken met de geschriften van Nietzsche.
Ida Overbeck, die Nietzsche heel goed kende, laat echter doorschemeren dat het verband tussen het werk van Nietzsche en dat van Stirner niet gewoon als plagiaat moet worden gezien. Haar standpunt was eerder dat Nietzsche Stirner veel verschuldigd was omdat hij nieuwe ideeën had doorgevoerd, die voor Nietzsche van belang waren voor zijn eigen werk:
Het is duidelijk dat in onze ogen Nietzsche en Stirner lijnrecht tegenover elkaar staan en dat doen ze in feite ook! Maar wij doen daarmee Nietzsche geen recht en geven hem niet de aandacht en waardering die hij zou willen en kunnen vragen. Nietzsche besteedde in het diepst van zijn hart aandacht aan Stirner. Hij ging hem niet voorbij, maar bleef ook niet bij hem hangen. Het was doodeenvoudig realiteitszin dat mijn man ertoe bracht te merken dat Nietzsche op de hoogte was geweest van Stirner. Stirner vertegenwoordigt een zeer specifiek element bij Nietzsche, een onbeduidend zo u wilt, maar voor Nietzsche groot en belangrijk, vanwege de schaarsheid van dat element, waar hij toevallig achteraan zat.

## Indirect bewijs
Beweringen over invloed zouden waarschijnlijk genegeerd zijn, als er niet zo vaak was opgemerkt dat er duidelijke overeenkomsten in het werk van beide filosofen bestaan. Een aanvulling op de overeenkomsten en op uitspraken van Nietzsches beste vrienden dat hij zich aangetrokken voelde tot Stirner, wordt gevormd door drie andere bijkomende details die misschien vermeldenswaard zijn.
Het eerste is dat Richard Wagner, van wie algemeen bekend is dat hij al vroeg invloed op Nietzsche had, mogelijk vertrouwd is geweest met de ideeën van Stirner. Het is bekend dat August Röckel Wagner geïntroduceerd heeft bij Michail Bakoenin — die toentertijd een panslavist was en later een anarchist werd — en dat ze alle drie betrokken waren bij de opstand in Dresden van mei 1849. Wagner ontmoette Bakoenin tijdens die periode verschillende malen. Bakoenin heeft veel contacten gehad met de Jong-Hegelianen, waar Stirner lid van was. Het is ook bekend dat Wagner het werk van de anarchist Proudhon heeft gelezen. Stirner werd vaak nauw geassocieerd met het anarchistische denken. Verschillende schrijvers hebben gesuggereerd dat Wagner Stirners werk kende, en sommigen hebben laten doorschemeren dat Stirner hem heeft beïnvloed.
Het tweede heeft te maken met Hans von Bülow, Cosima Wagners eerste echtgenoot, die een grote voorvechter en vertolker van Wagners muziek was. Nietzsche ontmoette hem waarschijnlijk in het begin van de jaren zeventig, toen Nietzsche vaak te gast was bij de familie Wagner en geïntroduceerd werd bij de leden van hun vriendenkring. Bülow bracht een bezoek aan Bazel op 27 maart 1872, waar hij en Nietzsche lange gesprekken voerden. In juni van dat jaar droeg Nietzsche aan von Bülow zijn nieuwe muziekcompositie de Manfred-Meditation op en stuurde hem een kopie van de partituur. Von Bülow stuurde hem op 24 juli een antwoord met een felle kritiek op het stuk. Het schijnt dat Nietzsche die kritiek welwillend heeft ontvangen. In ieder geval verbrak hij niet alle contact met von Bülow, omdat we weten dat Nietzsche hem aan het eind van de zomer of het begin van de herfst van 1883 een presentexemplaar van Zarathoestra toestuurde. Nietzsche stuurde von Bülow ook een exemplaar van Jenseits von Gut und Böse, nadat aan het eind van de zomer van 1886 de druk gereed was. Hij schreef von Bülow ook nog op 4 januari 1889, tijdens zijn geestesziekte. Het is bekend dat Hans von Bülow een groot bewonderaar van Max Stirner was en er werd verteld dat hij hem persoonlijk had gekend. In april 1892 besloot von Bülow zijn laatste optreden als dirigent van de Berliner Philharmoniker met een toespraak waarin hij de ideeën van Stirner “verheerlijkte.” Samen met John Henry Mackay, Stirners biograaf, plaatste hij een gedenksteen bij het laatste woonhuis van Stirner in Berlijn.
Het derde detail is het feit dat Nietzsche van 1 tot 17 oktober 1865 in het huis van zijn vriend Hermann Mushacke in Berlijn verbleef. Hermanns vader was ene Eduard Mushacke, die in de jaren veertig een “goede vriend” van Stirner was geweest. Nietzsche kon kennelijk goed opschieten met Eduard Mushacke. In een brief aan zijn moeder die hij een paar dagen later vanuit Leipzig schreef, en die gedateerd was op 22 oktober, schreef hij “Het verblijf in Berlijn was uitzonderlijk prettig en aangenaam. De oude Mushacke is de meest beminnelijke man die ik ooit heb ontmoet. Wij jijen elkaar.” Er bestaat een onderzoek dat dit onlangs ontdekte biografische detail in verband brengt met een “initiële crisis” die Nietzsche doormaakte in 1986, als gevolg van zijn blootstelling aan de ideeën van Stirner, wat vervolgens leidde tot zijn studie van Schopenhauer.

## Anarchisten die zich met beide denkers associëren

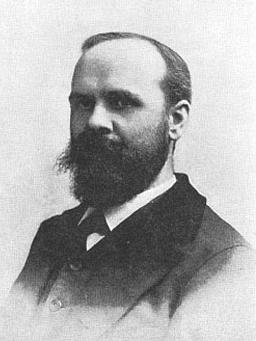
Benjamin R. Tucker, die opperde dat anarchisten ten behoeve van hun eigen doeleinden gebruik moesten maken van de geschriften van Nietzsche.

Tijdens de 19e eeuw werd Nietzsche herhaaldelijk in verband gebracht met anarchistische bewegingen, ondanks het feit dat hij in zijn geschriften een negatieve opvatting over anarchisten verwoordde. Dat zou het gevolg geweest kunnen zijn van een zeer verbreide associatie, tijdens die periode, tussen zijn ideeën en die van Stirner, wiens werk onder individualistische anarchisten veel invloed bleek te hebben. De twee mannen werden vaak met elkaar vergeleken door Franse “literaire anarchisten” en het lijkt dat anarchistische interpretaties van Nietzsches ideeën ook invloed hebben gehad in de Verenigde Staten. Het lijkt dus dat oppervlakkige overeenkomsten in de door beiden verwoordde ideeën een sleutelrol hebben gespeeld in het feit dat ze met elkaar in verband werden gebracht. "Deels zijn egoïstische nihilisme en deels zijn stijl vol neologismen en aforismen leidden ertoe dat Stirners naam geassocieerd werd met die van Nietzsche en dat beide schrijvers rond de eeuwwisseling werden ingelijfd door anarchisten en andere radicale denkers.” Die associatie joeg anarchistische denkers soms in het harnas, omdat zij het werk van Nietzsche vaak zagen als een afgeleide van dat van Stirner.
Jean Grave, een Franse anarchist, die actief was in de jaren negentig van de 19e eeuw en geconfronteerd werd met het groeiende aantal anarchisten, die zichzelf associeerden met Nietzsche en Stirner, bracht zijn minachting voor die tendens als volgt onder woorden: “Nog voordat de bourgeoisliteratuur Nietzsche en Stirner had ontdekt, hadden verschillende anarchisten al begrepen dat het “Individu” alleen rekening hoefde te houden met zijn eigen ‘zelf,’ zijn eigen comfort en zijn eigen ontwikkeling.” Hij trok vervolgens de betrokkenheid in twijfel van schrijvers, die zichzelf modieus anarchist noemden, omdat zij een paar passages van Stirner of Nietzsche uit het hoofd konden opzeggen.
Deze associatie was ook tijdens het eind van de 19e en begin van de 20e eeuw gebruikelijk onder anarchisten (of “individualistische anarchisten”) in de Verenigde Staten. In de inleiding bij Benjamin R. Tuckers uitgave van de eerste Engelse vertaling van Der Einzige und sein Eigentum duikt de vraag opnieuw op. Daarin schrijft J.L. Walker dat "over Nietzsche vaak is gesproken als een leerling van Stirner". Hij vervolgt met de expliciete bewering dat “wat betreft de stijl, Stirners werk het grootst mogelijke contrast biedt met de kinderachtige, overladen woordenkraam van Nietzsches “Zarathoestra” en zijn loze beeldspraak. Wie heeft ooit die onnatuurlijke toestand bedacht van een adelaar die vriendschappelijk een slang “met zich meesleept?” Tucker zelf had geprobeerd om te propageren dat de ideeën van Nietzsche het anarchisme steunden. Een onderzoeker merkt op dat “de vertalingen van Nietzsches geschriften inderdaad zeer waarschijnlijk voor het eerst werden gepubliceerd in Liberty, het anarchistische dagblad dat werd uitgegeven door Benjamin Tucker.” Hij voegt daaraan toe dat “Tucker de voorkeur aan gaf aan het beleid om wel gebruik te maken van zijn geschriften, maar dat hij daarbij te werk ging met een gepaste behoedzaamheid: ‘Nietzsche doet prachtige uitspraken, – inderdaad vaak Anarchistische uitspraken, – maar hij is geen Anarchist. Het is dus aan de Anarchisten om deze zogenaamde uitbuiter uit te buiten. Hij zou nuttig kunnen zijn, maar niet als profeet.'"

## Argumenten tegen beïnvloeding

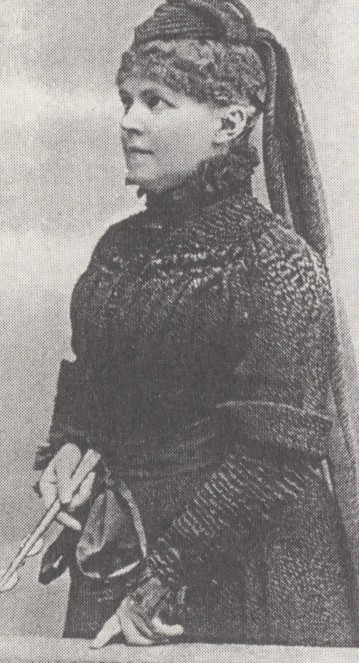
Nietzsches zuster Elisabeth, die tijdens zijn geestesziekte en na zijn dood zorgvuldig haar best deed om te bewijzen dat Nietzsche op geen enkele manier door Stirner was beïnvloed.

Veel mensen die gesuggereerd hebben dat Stirner geen invloed op Nietzsche heeft gehad, verwerpen dat idee zonder enige echte discussie. Dat was ook de benadering van Alois Riehl, die zoals veel latere schrijvers, zijn minachting voor Stirner toonde door te weigeren hem bij naam te noemen. In 1897 schreef hij, “het geeft blijk van een nog groter gebrek aan het vermogen om onderscheid te maken tussen denkers, als iemand Nietzsche op één hoop gooit met de onopzettelijke parodist Fichte of met de schrijver van het boek ‘Der Einzige und sein Eigentum’ — dat is overigens hetzelfde als het op één hoop gooien van geschriften met een vrijwel ongeëvenaard krachtige en moordend felle taal en een literair curiosum." Als schrijvers zich de moeite nemen om kracht bij te zetten aan hun verwerping van dat idee, is het feit dat in Nietzsches gepubliceerde en ongepubliceerde geschriften de naam van Stirner niet duidelijk wordt vermeld, het belangrijkste argument tegen beïnvloeding.
Albert Levy: Al in 1904 werd, in zijn dissertatie Stirner et Nietzsche, door Albert Levy het ontbreken opgemerkt van enige verwijzing naar Stirner. Dat argument tegen beïnvloeding is heel hardnekkig gebleken; veel van de korte opmerkingen over de discussie betreffende Stirners mogelijke invloed op Nietzsche, die in academische publicatie aangetroffen kunnen worden, vermelden alleen dat feit en verder niet veel meer. Er is echter één onderzoeker (die af en toe het gevoel heeft dat Nietzsche naar alle waarschijnlijkheid niet door Stirner was beïnvloed) die opmerkt: “Het valt onmogelijk te bewijzen dat iemand een bepaald boek (dat wel beschikbaar was) níet heeft gelezen. In tegenstelling tot wel lezen, is niet lezen altijd een kwestie van waarschijnlijkheid.”
Levy behandelt ook heel beknopt het feit dat Nietzsche door de werken van Hartmann en Lange op de hoogte moest zijn van Stirner (zie hierboven). In het geval van Hartmann uit hij het vermoeden dat de context en aard van de vermelding van Stirner in Hartmanns Die Philosophie des Unbewußten, voor Nietzsche geen reden zou zijn geweest om sympathiek tegenover Stirners boek te staan, en vervolgens voegt hij daaraan toe, dat de bewering van Hartmann geen bewijs is voor rechtstreekse beïnvloeding. Wat betreft de vermelding van Stirner in Lange, oppert Levy dat, omdat in dit boek Stirners ideeën worden vergeleken met die van Schopenhauer, daaruit volgt dat Nietzsche moet hebben gezien dat Stirners boek op een of andere manier verband hield met de filosofie van Schopenhauer. Daarom stelt Levy dat, als Stirner dan enige invloed op Nietzsche had, dat eigenlijk min of meer een bijkomende reden zou zijn geweest om toch aanhanger van Schopenhauer te blijven. Op grond daarvan komt hij tot de conclusie dat het verhaal van de Overbecks, waarin zij beweren dat Nietzsche zich aangetrokken voelde tot Stirner, voortkwam uit een misverstand over Nietzsches aandeel in het verband tussen Stirner en Schopenhauer, wat volgde uit de onjuiste interpretatie van Lange.
Vervolgens vergelijkt Levy de ogenschijnlijk overeenkomstige ideeën van de twee denkers, waarbij hij laat blijken dat de overeenkomsten oppervlakkig zijn. Volgens de interpretatie van Levy wil Stirner bijvoorbeeld het Zelf bevrijden van alle banden en wetten, terwijl Nietzsche de plicht van oorspronkelijkheid en oprechtheid predikt; Stirner is een realist, terwijl Nietzsche een “humanist” is, die buiten de grenzen van het oude Griekenland alleen maar barbarendom ziet; Stirner heeft een kritische geest, terwijl Nietzsche kunstenaar is; Stirner is doorlopend op zoek naar verbetering (voor hem zijn de opkomst van het christendom en het uitbreken van de Franse Revolutie belangrijke mijlpalen), terwijl Nietzsche het oude Griekenland bewondert, vindt dat het christendom decadent is en naar een “Renaissance verlangt;” Stirner wil het Zelf bevrijden van elke hiërarchie, terwijl Nietzsche een oorspronkelijke, vrije en zelfzuchtige aristocratie achter de hand houdt; terwijl Stirner de geest van verzet wil versterken, wil Nietzsche een strakke discipline opleggen om een prachtig ras te scheppen.
Oscar Ewald: Levy stond niet alleen. Hoewel de opgemerkte verschillen tussen de door beide mannen verwoorde ideeën in detail uiteenliepen, waren er anderen die ze benadrukten. In een overzicht over de stand van zaken in de filosofische gedachtewisseling in Duitsland, gepubliceerd in 1907, stelt Oscar Ewald:
Hoe weinig het belang van Stirner, die eerder een energieke dan diepzinnige denker was, ook valt te betwisten, toch bestaat er een goede reden om terughoudend te zijn bij het vergelijken van hem met Nietzsche. Individualisme is Stirners laatste woord, maar niet dat van Nietzsche. Nietzsches filosofie, als geheel, is niet egocentrisch. Voor hem is het Ik verweven met de wereld, met het grote ingewikkelde spel, dat je zelf moet modelleren en leven, vanuit je diepste kern, zonder je vast te klampen aan enige afzonderlijke werkelijkheid, zelfs niet de werkelijkheid van je eigen persoon, want daardoor zou de rijkdom van het bestaan afnemen.
Georg Simmel: Georg Simmel vond ook dat elke ogenschijnlijk overeenkomst oppervlakkig was:
Hier stuiten we op de afstand tussen Nietzsche en Max Stirner, die onoverbrugbaar is ondanks oppervlakkige aanwijzingen van het soort, die ertoe leidden dat het leek alsof Nietzsche zich onder de sofisten had geschaard. Net als de sofisten, beweert Stirner dat alle objectieve normen en waarden denkbeeldig en onbelangrijk zijn, spookachtige schaduwen, die oog in oog staan met de subjectieve werkelijkheid. Stirner zou het onzinnig vinden om te beweren dat het Ik naar iets buiten zichzelf verwees of dat het gerangschikt zou moeten worden naar een waardenschaal. Hij vertegenwoordigt de renaissance van het sofisme, terwijl Nietzsche schrijft: “Wij verafschuwen elke decadente geest die zegt: ‘Alles alleen voor mij!’”
Rudolf Steiner: Niet iedereen die betoogde tegen beïnvloeding, beweerde dat de overeenkomsten die in het werk van beide mannen aangetroffen werden, oppervlakkig waren. Rudolf Steiner ontmoette Elisabeth Förster-Nietzsche toen hij bezig was met de beroemde Weimar-uitgave van de werken van Goethe, waar toen voorbereidingen voor werden getroffen, in opdracht van Aartshertogin Sophie van Saksen. Daarna vroeg Elisabeth hem de bibliotheek van Nietzsche te ordenen en liet hem zelfs toe tot haar ziekelijke broer. Hij voldeed aan haar verzoek en bracht verschillende weken door in het Nietzsche-archief in Naumburg. Hij redigeerde en schreef ook inleidingen bij de werken van Jean Paul Richter en Schopenhauer. Verder kende hij persoonlijk Eduard von Hartmann, aan wie hij een boek opdroeg. Steiners Friedrich Nietzsche. Ein Kämpfer gegen seine Zeit, werd in 1895 voor het eerst gepubliceerd. Daarin stelt Steiner:
Je kunt niet spreken over Nietzsches ontwikkeling, zonder herinnerd te worden aan de vrijste denker die voortgebracht is door het mensdom van het nieuwe tijdperk, namelijk Max Stirner. Het is triest maar waar dat deze denker, die in de meest volmaakte zin voldoet aan wat Nietzsche van de übermensch eist, maar bij weinigen bekend is en gewaardeerd wordt. Hij verwoordde al, in de jaren veertig van de negentiende eeuw, het wereldbeeld van Nietzsche. Hij deed dat vanzelfsprekend niet met van die aangename hartenkreten als Nietzsche, maar juist met kristalheldere gedachten, waarnaast Nietzsches aforismen vaak slechts gestamel lijken.
Wat voor weg zou Nietzsche hebben gekozen als, in plaats van Schopenhauer, Max Stirner zijn leraar zou zijn geweest? In Nietzsches geschriften wordt geen enkele invloed van Stirner aangetroffen. Op eigen kracht moest Nietzsche zijn uitweg zien te vinden uit het Duitse idealisme, naar een Stirnerachtig wereldbeeld.
Net als Nietzsche is Stirner vaak van mening dat de drijvende krachten van het menselijke leven alleen maar gevonden kunnen worden in het afzonderlijke, echte individu. Hij verwerpt alle krachten die de individuele persoonlijkheid van buitenaf willen vormen en bepalen. Hij gaat de loop van de wereldgeschiedenis na en ontdekt dat de fundamentele vergissing van de mensheid is, dat zij zich niet de zorg en ontwikkeling van het individu tot taak stelt, maar andere onpersoonlijke doelen en plannen. Voor hem bestaat de ware bevrijding van de mensheid uit de weigering van het toekennen van een hogere werkelijkheid aan dergelijke doeleinden en die uitsluitend te zien als middel tot zelfontwikkeling. Het vrije menselijke wezen bepaalt zijn eigen doelen. Hij bezit zijn eigen idealen en staat niet toe dat hij door die idealen bezeten wordt. Het menselijke wezen dat niet als een vrij individu meester is over zijn eigen idealen, staat onder dezelfde invloed als het geesteszieke individu dat aan idée fixen leidt. Het maakt voor Stirner geen enkel verschil of een menselijk wezen zich verbeeldt dat hij de “keizer van China” is, of dat een gewone burger zich verbeeldt dat zijn bestemming is een goede christen te zijn, een trouwe protestant, een deugdzaam menselijke wezen, enz., of dat hij gevangen wordt en zit, in rechtzinnigheid, deugdzaamheid, enz.
Je hoeft maar een paar bladzijden te lezen in Stirners boek, Der Einzige und sein Eigentum, om te zien hoezeer zijn opvattingen in verband staan met die van Nietzsche.
Steiner haalt vervolgens een aantal passages aan, waarin Stirner de “unieke mens” bespreekt. Hij legt nadrukkelijk een verband tussen dit begrip van Stirner, met Nietzsches idee van de “übermensch.”
Zo iemand is uitsluitend afhankelijk van zichzelf, is eigenaar van een scheppende kracht die uit hem zelf voortkomt, hij is dus Nietzsches “übermensch.”
Deze gedachten van Stirner zouden het geschikte vat hebben kunnen zijn, waarin Nietzsche zijn rijke gevoelsleven had kunnen gieten; in plaats daarvan zocht hij in Schopenhauers begrippenwereld naar de ladder waarlangs hij naar zijn eigen gedachtewereld kon klimmen.
Het lijkt dat Steiners standpunt is, dat de overeenkomsten tussen de twee schrijvers duidelijk en belangrijk zijn, maar hij verklaart dat met de suggestie, dat Nietzsche op eigen kracht tot een “Stirnerachtig wereldbeeld” is gekomen. Steiner maakt geen melding van de argumenten die destijds gangbaar waren en stelden dat het mogelijk en waarschijnlijk was dat Nietzsche vertrouwd was met het werk van Stirner. Andere manieren waarop geprobeerd is de ogenschijnlijke overeenkomsten in de geschriften van Stirner en Nietzsche te verklaren, door middel van een theorie van een onafhankelijke parallelle ontwikkeling, kunnen gevonden worden in de discussies over Stirner als “voorloper” van Nietzsche.
John Glassford: Glassford vindt dat er een “onthutsende overeenkomst” bestaat tussen de ideeën van beide mannen. Terwijl hij lijkt te geloven dat het waarschijnlijk is dat Nietzsche Stirner heeft gelezen, houdt hij opeens op als het er aankomt of er sprake is van enige invloed of plagiaat:
Stilistisch gesproken maakt Stirner op vrijwel dezelfde manier gebruik van hyperbool en metafoor als Nietzsche, hoewel de meeste mensen het er eens over zullen zijn dat Nietzsches techniek effectiever is. Vergelijk bijvoorbeeld maar Stirners beeld van de staat – “de Staat keert zich weer tegen mij met alle kracht van zijn leeuwenpoten en adelaarsklauwen: want hij is de koning van de dieren, is leeuw en adelaar.” (“Der Einzige”) - met Nietzsches beschrijving van de staat in Aldus sprak Zarathoestra - de "Staat is de naam van het kilste van alle kille monsters” (Hfdst I, "Van de Nieuwe Afgod"). Zelfs als je voorbijgaat aan de grillen van het vertalen, is het duidelijk dat Stirners proza zichzelf vaker herhaalt en alledaagser is dan dat van Nietzsche en vaak, zoals in het net gegeven voorbeeld, werken Stirners metaforen gewoonweg niet.
Belangrijker, ook gezien de inhoud, is dat Nietzsche net als Stirner God ontkent; hij verwerpt de traditionele grenzen die ten dienste staan van moreel handelende individuen, hij ondergraaft de meer aannemelijke opvattingen van de waarheid en verheerlijkt het gebruik van macht om een eind te maken aan conflicten tussen tegenstrijdige belangen. Misschien nog opmerkelijker is Stirners ogenschijnlijk vooruitlopen op een Nietzscheaanse heilige koe, namelijk de kritiek op de moderne omschrijving van vrijheid, waarin zelfbeschikking en verplichting met elkaar zijn verzoend, door middel van een of andere manier van zelfopgelegde plicht. Stirner doet eerder, net als Nietzsche, een beroep een andere opvatting met een voortdurende oproep tot authenticiteit, tegen elke prijs. Tot slot deelden Stirner en Nietzsche een obsessie wat betreft de rol van de taal en haar mogelijk tirannieke effecten.
Er bestaat ook een onthutsende overeenkomst tussen Stirners en Nietzsches politieke demonenleer. Zou het meer dan toeval zijn dat Stirner, net als Nietzsche, de staat, het nationalisme, liberalisme, socialisme en communisme verafschuwde? Nietzsche noemde al die moderne ismen “vlaagjes van domheid” en Stirner zei nogal opmerkelijk over een van die ideologieën, “dat de communisten de mens, de broer in je zien, is slechts de zondagkant van het communisme.” Volgens Stirner en Nietzsche zijn deze ideeën dus allemaal gebaseerd op een latente, geseculariseerde versie van de christelijke ethiek.
Nadat hij een overzicht heeft gegeven van de controverse wat betreft het mogelijke plagiaat, stelt hij: “Tenzij er nieuwe documenten opduiken, zullen we waarschijnlijk nooit in staat zijn om met een volmaakte zekerheid vast te stellen of Nietzsche plagiaat op Stirner heeft gepleegd. Het indirecte bewijs dat door de gepubliceerde geschriften is verschaft, is sterk, maar alleen als je tegelijkertijd de vele verschillen in de gepubliceerde geschriften verdoezelt. [...] Ik ken echter geen enkel ander voorbeeld van twee filosofen, van wie het werk zulke sterke overeenkomsten vertoont, maar waarbij geen enkele erkentelijkheid werd betuigd.” In het voetspoor van Löwith besluit hij met het opperen van het idee dat Nietzsche hoogstwaarschijnlijk tot ideeën is gekomen, die overeenkomen met die van Stirner, door de “onvermijdelijke logica van de post-hegeliaanse filosofie.”
Thomas H. Brobjer: Anders dan Glassford ziet Brobjer geen enkele “onthutsende overeenkomst” tussen de twee mannen. Hij aanvaardt een aantal algemene overeenkomsten, die door Glassford in zijn artikel zijn vermeld, maar vindt dat beweringen over plagiaat en zelfs over beïnvloeding ongepast zijn. Hij stelt een ‘nieuwe’ oplossing voor: Nietzsche kende Stirner via secundaire werken. Hoewel Brobjer duidelijk een zeer zorgvuldige wetenschapper is, beweert hij “dat de enige bekende secundaire bron die Nietzsche gelezen heeft [waarin Stirner vermeld wordt] F. A. Langes Geschichte des Materialismus is geweest”. Vervolgens verkondigt hij, alsof hij de eerste is die deze “ontdekking” heeft gepubliceerd, dat Nietzsche zonder twijfel de boeken heeft gelezen van Hartmann, waarin Stirner uitgebreid wordt vermeld. Hoewel het oud nieuws is dat Nietzsche op zijn minst een van Hartmanns boeken moet hebben gelezen, waarin Stirner wordt besproken, voegt Brobjer ten minste één nieuwe secundaire bron toe, waarin Stirner besproken wordt en die Nietzsche gelezen zou kunnen hebben.

## Argumenten vóór beïnvloeding
Anselm Ruest: Anselm Ruest gaf een overzicht van de Nietzsche-controverse in zijn biografie van Nietzsche uit 1906 Hij kwam daarin tot de conclusie “dat Nietzsche Stirner wel had gelezen, maar zich ervan had onthouden om hem in zijn geschriften te vermelden, omdat het ‘een positieve filosofie was, die liefde voor het leven koesterde,’ en weleens ‘door veel lezers misbruikt zou kunnen worden als rechtvaardiging voor onbeduidende overtredingen en laffe misdrijven.”
Gilles Deleuze: Gilles Deleuze oppert dat Stirner een beslissende en belangwekkende negatieve invloed op Nietzsche heeft gehad. Vanuit zijn standpunt werd Stirners egoïsme beantwoord door Nietzsches zelfoverwinning en “de theorie van de hogere mens.”
We hebben alle redenen om te veronderstellen dat Nietzsche een grondige kennis had van de hegeliaanse stroming, van Hegel tot Stirner zelf. De filosofische kennis van een schrijver wordt niet bepaald door het aantal verwijzingen, noch door de altijd onbetrouwbare en geschatte controlelijsten van bibliotheken, maar door de apologetische of polemische strekking van het werk zelf. We zullen het geheel van Nietzsches werk verkeerd opvatten als we niet zien ‘tegen wie’ zijn belangrijkste opvattingen zijn gericht. Hegeliaanse thema’s zijn in zijn werk aanwezig, als de vijanden waartegen het ten strijde trekt. Nietzsche houdt niet op met het aanvallen van het theologische en christelijke karakter van de Duitse filosofie (het ‘seminarie van Tübingen,’ waaraan Hegel studeerde) – het onvermogen van zijn filosofie om zich los te maken van het nihilistische standpunt (Hegels negatieve nihilisme, Feuerbachs reactieve nihilisme, Stirners extreme nihilisme) – het onvermogen van deze filosofie om ergens anders uit te komen dan bij het Ik, de mens of drogbeelden van de mens (de Nietzscheaanse übermensch tegen de dialectiek) - het mystificerende karakter van de zogenaamde dialectische transformaties (herwaardering tegenover hertoe-eigening en abstracte permutaties). Het is duidelijk dat Stirner in dit alles de openbarende rol speelt. Hij is het die de dialectiek naar haar laatste consequenties duwt, waarbij hij laat zien wat haar drijvende kracht en eindresultaten zijn. Maar juist omdat Stirner nog steeds dingen ziet als een dialecticus, omdat hij zich niet losmaakt van de categorieën eigendom, vervreemding en haar onderdrukking werpt hij zichzelf in het Niets, dat hij uitholt tot onder de stadia van de dialectiek. Hij maakt gebruik van de vraag ‘wie?’ maar alleen met de bedoeling de dialectiek op te lossen in het Niets van het Ik. Hij is niet in staat in iets anders op te werpen dan in het menselijke perspectief, onder elke voorwaarde, behalve die van het nihilisme. Hij is niet in staat om die vraag zichzelf te laten ontwikkelen of haar in een ander element te plaatsen, waardoor zij een bevestigend antwoord zou krijgen. Hij mist een methode, een typologische methode, die met de vraag overeen zou stemmen. Nietzsche positieve taak is tweevoudig: de Übermensch en Herwaardering. Niet 'wie is mens?' maar 'wie overwint de mens?' De meest behoedzame mensen vragen tegenwoordig: “Hoe zou de mens behouden kunnen worden?” Zarathoestra vraagt echter, als enige en eerste: “Hoe wordt de mens overwonnen? De Übermensch ligt mij na aan het hart, hij is mij het eerste en enige – en niet de mens: niet de naaste, armste, niet de meest lijdenden niet de beste” (Zarath. Hfdst. IV 'Van de hogere mens') – de toespeling op Stirner is duidelijk.
—Deleuze, Gilles, in Nietzsche and Philosophy p. 153-154